# 잠원로
잠원로(Jamwon-ro)는 서울특별시 서초구 반포동 삼호가든사거리에서 잠원동 한남 나들목까지 연결하고 있는 서울특별시도로, 총 연장은 2.424 km이다. 도로의 이름이 유래된 것은 행정구역 명칭을 인용하였기 때문이며, 서울특별시도 제4231호선의 일부로 구성되어 있다.

## 역사
- 2010년 4월 22일 : 도로명으로 잠원로를 고시

## 주요 경유지
- 서초구
  - 반포1, 4동 - 반포3동 - 잠원동

## 접촉하는 도로
- 서초중앙로 (직결)
- 사평대로
- 신반포로
- 나루터로
- 경부고속도로 ()
- 강남대로
- 압구정로 (직결)

## 주요 건물 및 시설
- 반포자이플라자 (잠원로 24/반포동 20-45)
- 해돋는집 (잠원로 36/잠원동 68)
- 그린카경정비 (잠원로 48/잠원동 66-10)
- 뉴코아백화점 (잠원로 51/잠원동 70-2)
- 신반포자이 (잠원로 60/잠원동 160)
- 킴스클럽 (잠원로 69/잠원동 70-1)
- 블루힐하우스 (잠원로 85/잠원동 71-1)
- 신반포7차아파트 (잠원로 88/잠원동 65-32)
- 한신빌딩 (잠원로 94/잠원동 65-32)
- 잠원동천주교회 (잠원로 110/잠원동 65-7)
- 서본빌딩 (잠원로 112/잠원동 65-4)
- 리버빌라트 (잠원로 114/잠원동 65-11)
- 메이플라워아파트 (잠원로 116/잠원동 65-1)
- 아크로리버뷰신반포 (잠원로 117/잠원동 159)
- 잠원씨제이빌리지 (잠원로 130/잠원동 63)
- 한신진일아파트 (잠원로 132/잠원동 61)
- 신반포25차아파트 (잠원로 136/잠원동 61-1)